# IC 4345
IC 4345 ist eine elliptische Galaxie vom Hubble-Typ E im Sternbild Bärenhüter am Nordsternhimmel. Sie ist schätzungsweise 418 Millionen Lichtjahre von der Milchstraße entfernt.
Das Objekt wurde am 15. Juni 1895 von Stéphane Javelle entdeckt.